# Ettore Lo Gatto
Ettore Lo Gato (Nápoles, 1890-Roma, 1983) fue un ensayista, historiador de la literatura, eslavista y traductor italiano.

## Biografía
Nació el 20 de mayo de 1890 en Nápoles. Profesor a lo largo de su vida en las universidades de Nápoles, Padua, Carolina de Praga y Universidad de Roma, participó en la publicación de revistas como Russia (1921-1926), Rivista di letterature slave (1926-1932) y Europa orientale (1921-1943). Tradujo numerosas obras de autores rusos al italiano. Falleció en Roma en marzo de 1983.
Angelo Maria Ripellino fue alumno suyo.